# Rafael Márquez
Rafael Márquez Álvarez (* 13. února 1979) je bývalý mexický fotbalista, dlouholetý reprezentant Mexika hrající na postu obránce či záložníka. Hrál za mexické týmy Atlas a León, francouzské/monacké AS Monaco, španělskou Barcelonu, americký New York Red Bulls nebo italskou Hellas Veronu. Marquez je také znám, že zabírá široké pozice, když je to potřeba.[zdroj?]
Márquez strávil více než deset let v Evropě, vyhrál mnoho titulů s týmy AS Monako a FC Barcelona. V roce 2006, se stal prvním mexickým hráčem, který vyhrál Ligu mistrů, když Barcelona porazila Arsenal.
Je jedním z osmi fotbalistů (spolu s dalšími čtyřmi krajany) s pěti účastmi na Mistrovství světa (2002, 2006, 2010, 2014, 2018), které pořádá FIFA. Na všech pěti mistrovstvích s národním týmem dosáhl osmifinále.

## Klubová kariéra

### Atlas
Márquez debutoval v mexické lize ve dresu Atlasu v 17 letech.
V klubu vydržel tři roky, poté odešel do Evropy.

### AS Monaco
Márquez zaujal monacké skauty během Copa América 1999. Skauti původně sledovali Pabla Contrerase, výkony Márqueze je však oslnily natolik, že knížecí celek mexického obránce podepsal (a Contrerase též).
První zápas v červenobílém dresu odehrál 14. srpna 1999 proti Bastii.
Už v první sezóně Monaco vybojovalo titul mistra Francie a k tomu domácí superpohár Trophée des champions.
Márqueze zvolili nejlepším obráncem sezóny.
Odehrál 23 ligových zápasů, z toho 22 od začátku. Vstřelil dvě branky, proti Le Havre a Sedanu.
V ročníku 2000/01 poprvé okusil Ligu mistrů, ale Monako v úvodu podlehlo na půdě Galatasaray 2:3.
Dále nastoupil v základu proti Rangers, ale skotský klub vyhrál zásluhou van Bronckhorsta 1:0.
Márquezovu střelu ze 7-8 metrů vykryl německý gólman Stefan Klos. Monacký celek ze skupiny nepostoupil.
V sezóně 2002/03 získal ligový pohár Coupe de la Ligue.

### FC Barcelona
Během léta v roce 2003 přestoupil do španělské Barcelony. Ta posílila také s příchodem brazilského útočníka Ronaldinha.
V první sezóně celkově odehrál 26 soutěžních utkání, z toho 23 v La Lize a zbylé tři v Poháru UEFA.
V ročníku 2004/05 si opět zahrál Ligu mistrů a hned v září si zahrál 62 minut na půdě skotského Celticu, kde Barcelona zvítězila 3:1. Márquez byl ten večer jediným, kdo obdržel žlutou kartu. Vystřídal ho Oleguer.
Žlutý karetní trest obdržel rovněž v pátém skupinovém zápase doma se Celticem, Barcelona hrála nerozhodně 1:1.
Barcelona skončila skupinu druhá za AC Milán a v osmifinále narazila na Chelsea. Na Camp Nou Barça porazila anglický klub 2:1, kvůli zranění ale Márquez nezasáhl do odvety na Stamford Bridge, kde jej musel nahradit Oleguer. Barcelona byla po porážce 2:4 vyřazena.

### New York Red Bulls
Na začátku srpna 2010 zamířil jako volný hráč do amerického týmu New York Red Bulls z MLS.
31letý Márquez se v týmu opět setkal s Thierrym Henrym, který měl v útoku nastupovat po boku Juana Pabla Ángela.

## Reprezentační kariéra
Za Mexiko hrál už na juniorské úrovni, a to za reprezentaci hráčů do 21 let.
Účastnil se Zlatého poháru CONCACAF v roce 2000, které Mexiko vyhrálo.

### MS 2002
Mexický trenér Javier Aguirre jej nominoval na mistrovství světa v roce 2002, které společně pořádaly země Jižní Korea a Japonsko.
Márquez měl utvořit pevnou obranu spolu s Manuelem Vidriem a byla mu svěřena role kapitána.
Ve třetím utkání odehrál celých 90 minut proti Itálii. Po brankách Borgettiho a Del Piera činil stav 1:1, což na postup do osmifinále stačilo oběma týmům.
Ve vyřazovacím souboji s USA byl v závěru vyloučen za zákrok na Cobiho Jonese. Mexiko prohrálo 0:2 a bylo Američany vyřazeno. FIFA jej potrestala distancem na čtveřici utkání a pokutovala částkou 3 500 liber šterlinků (£).
Komentátor Guillem Balague z deníku The Guardian zhodnotil jeho vystoupení na turnaji jako vystoupení plné chyb.

### Reprezentační góly
| Gól | Datum              | Místo                                                 | Soupeř                | Skóre | Výsledek             | Soutěž                                           |
| --- | ------------------ | ----------------------------------------------------- | --------------------- | ----- | -------------------- | ------------------------------------------------ |
| 1.  | 5. února 1999      | Hong Kong Stadium, Wan Chai, Hongkong                 | Egypt                 | 1–0   | 3–0                  | Carlsberg Cup 1999                               |
| 2.  | 13. února 2000     | Qualcomm Stadium, San Diego, USA                      | Trinidad a Tobago     | 1–0   | 4–0                  | Zlatý pohár CONCACAF 2000                        |
| 3.  | 3. září 2000       | Aztécký stadion, Ciudad de México, Mexiko             | Panama                | 5–1   | 7–1                  | Kvalifikace na Mistrovství světa ve fotbale 2002 |
| 4.  | 12. května 2002    | Aztécký stadion, Ciudad de México, Mexiko             | Kolumbie              | 2–1   | 2–1                  | Přátelský zápas                                  |
| 5.  | 24. července 2003  | Aztécký stadion, Ciudad de México, Mexiko             | Kostarika             | 1–0   | 2–0                  | Zlatý pohár CONCACAF 2003                        |
| 6.  | 19. června 2004    | Alamodome, San Antonio, USA                           | Dominika              | 3–0   | 10–0                 | Kvalifikace na Mistrovství světa ve fotbale 2006 |
| 7.  | 7. září 2005       | Aztécký stadion, Ciudad de México, Mexiko             | Panama                | 2–0   | 5–0                  | Kvalifikace na Mistrovství světa ve fotbale 2006 |
| 8.  | 24. června 2006    | Zentralstadion, Lipsko, Německo                       | Argentina             | 1–0   | 1–2 (po prodloužení) | Mistrovství světa ve fotbale 2006                |
| 9.  | 28. března 2007    | McAfee Coliseum, Oakland, USA                         | Ekvádor               | 2–2   | 4–2                  | Přátelský zápas                                  |
| 10. | 10. září 2008      | Estadio Víctor Manuel Reyna, Tuxtla Gutiérrez, Mexiko | Kanada                | 2–0   | 2–1                  | Kvalifikace na Mistrovství světa ve fotbale 2010 |
| 11. | 11. června 2010    | Soccer City, Johannesburg, Jihoafrická republika      | Jihoafrická republika | 1–1   | 1–1                  | Mistrovství světa ve fotbale 2010                |
| 12. | 12. června 2011    | Soldier Field, Chicago, USA                           | Kostarika             | 1–0   | 4–1                  | Zlatý pohár CONCACAF 2011                        |
| 13. | 13. listopadu 2013 | Aztécký stadion, Ciudad de México, Mexiko             | Nový Zéland           | 5–0   | 5–1                  | Kvalifikace na Mistrovství světa ve fotbale 2014 |
| 14. | 2. dubna 2014      | University of Phoenix Stadium, Glendale, USA          | USA                   | 1–2   | 2–2                  | Přátelský zápas                                  |
| 15. | 23. června 2014    | Arena Pernambuco, São Lourenço da Mata, Brazílie      | Chorvatsko            | 1–0   | 3–1                  | Mistrovství světa ve fotbale 2014                |
| 16. | 5. června 2016     | University of Phoenix Stadium, Glendale, USA          | Uruguay               | 2–1   | 3–1                  | Copa América 2016                                |
| 17. | 11. listopadu 2016 | Mapfre Stadium, Columbus, USA                         | USA                   | 2–1   | 2–1                  | Kvalifikace na Mistrovství světa ve fotbale 2018 |

## Úspěchy

### Klubové
- AS Monaco
  - 1× vítěz francouzské ligy (1999/00)
  - 1× vítěz francouzského superpoháru (2000)
  - 1× vítěz francouzského ligového poháru (2003)

- FC Barcelona
  - 4× vítěz španělské ligy (2004/05, 2005/06, 2008/09, 2009/10)
  - 1× vítěz Copa del Rey (2009)
  - 3× vítěz Supercopa de España (2005, 2006, 2009)
  - 2× vítěz Ligy mistrů (2005/06, 2008/09)
  - 1× vítěz evropského Superpoháru (2009)
  - 1× vítěz MS klubů (2009)

### Reprezentační
- 1× vítěz Konfederačního poháru (1999)
- 1× vítěz Zlatého poháru CONCACAF (2003)

### Individuální
- Nejlepší obránce francouzské ligy (2000)
- Nejlepší fotbalista Severní Ameriky (2005)
- Třetí nejpopulárnější fotbalista světa podle IFFHS (2006)